# Encarsia bennetti
Encarsia bennetti is een vliesvleugelig insect uit de familie Aphelinidae. De wetenschappelijke naam is voor het eerst geldig gepubliceerd in 1984 door Hayat.